# Kessya Bussy
Kessya Bussy (* 19. Juni 2001 in Orléans) ist eine französische Fußballspielerin. Sie steht aktuell beim VfL Wolfsburg unter Vertrag und wurde 2021 auch zur Nationalspielerin.

## Vereinskarriere
Kessya Bussy begann bereits als Siebenjährige damit, in einem kleinen Verein aus Saint-Jean-de-Braye an der östlichen Peripherie ihrer Geburtsstadt Fußball zu spielen, in den ersten Jahren – wie in Frankreich üblich – in gemischtgeschlechtlichen Mannschaften und seinerzeit noch auf der rechten Abwehrseite. Für diesen Klub schnürte zwischen 2009 und 2012 mit der vier Jahre älteren Grace Geyoro noch eine weitere spätere Nationalspielerin die Sportschuhe. Mit 15 wechselte Bussy in die Frauenfußballabteilung der US Orléans. Schon in ihrer ersten Saison dort wurde sie auch in die französische B-Mädchen-Auswahl berufen (siehe weiter unten), und Ende 2017 bestritt sie – über volle 90 Minuten – ihr erstes Pflichtspiel mit der Frauenmannschaft der USO, als diese im Landespokal gegen ESOF La Roche unterlag. Ein halbes Jahr später war die gerade erst 17 gewordene rechtsfüßige Stürmerin Stammspielerin in der Zweitliga-Frauschaft, stand in 21 der 22 Punktspiele in der Startelf und schoss elf Tore. In der aufgrund der Virus-Pandemie nach 16 Spieltagen abgebrochenen Saison 2019/20, die Orléans auf dem sechsten Tabellenplatz abschloss, fehlte sie nur in einer einzigen Partie.
Anschließend verpflichtete sie der Erstdivisionär Stade Reims, wobei deren Trainerin Amandine Miquel auf Bussys Qualitäten (Schnelligkeit, Ausdauer, vielseitige Einsetzbarkeit) hinwies und daran erinnerte, dass die Angreiferin durch ein Tor, das das Spiel drehte, für Reims’ einzige Niederlage in der Aufstiegssaison 2018/19 mitverantwortlich war. Und auch im „fußballerischen Oberhaus“ machte sich Bussy, die sich bevorzugt hinter die Sturmspitzen zurückfallen lässt, auf Anhieb unverzichtbar, verzeichnete in ihrer ersten Saison auf diesem Niveau 22 Ligaeinsätze (21 davon in der Startformation), fünf Treffer und ebenso viele Torvorlagen.
Von 2023 bis 2025 spielte sie beim Paris FC, für den sie in 40 Ligaspielen 18 Tore erzielte. Ebenso absolvierte sie mit dem Hauptstadtclub fünf Spiele in der Gruppenphase der Champions-League. Zur Saison 2025/26 wechselte sie in die Bundesliga zum VfL Wolfsburg.

## Nationalspielerin
Kessya Bussy durchlief sämtliche Jugend-Auswahlteams Frankreichs, beginnend mit der U-16/U-17, für die sie zwischen April 2017 und März 2018 elfmal auflief und zwei Treffer erzielte. Unter anderem kam sie beim Nordic Cup 2017 zum Einsatz, in dem sie und ihre Mitspielerinnen Zweite wurden. In der französischen A-Jugend-Frauschaft brachte sie es zwischen März 2019 und März 2020 auf 18 Spiele mit ebenfalls zwei Torerfolgen. Darunter waren vier der fünf französischen Spiele bei der U-19-Europameisterschaft 2019 in Schottland, wo Trainer Gilles Eyquem sie ausgerechnet im Endspiel gegen ihre deutschen Altersgenossinnen nicht berücksichtigte. Die Französinnen, zu denen unter anderem auch Selma Bacha, Sandy Baltimore, Naomie Feller und Melvine Malard zählten, gewannen dieses Match mit 2:1 und holten damit den Titel.
Auch bei den U-20-Juniorinnen hat Bussy bisher viermal gespielt und bei diesen WM-Vorbereitungsspielen einen Treffer erzielt. Sie gehörte somit zu dem engsten Kreis von Fußballerinnen, die Eyquem für die U-20-Weltmeisterschaft 2020 vorgesehen hatte. Diese Weltmeisterschaft wurde dann allerdings aufgrund der Corona-Pandemie zunächst auf Anfang 2021 verschoben, ehe Gastgeber Costa Rica auf die Ausrichtung des Turniers zu diesem Zeitpunkt ganz verzichtete; die WM soll 2022 nachgeholt werden.
In der Frauen-A-Nationalelf debütierte Kessya Bussy eine Woche vor ihrem 20. Geburtstag, als Nationaltrainerin Corinne Diacre sie in einem Freundschaftsspiel gegen Deutschland wenige Minuten vor dem Abpfiff für Viviane Asseyi einwechselte. Bei ihrem zweiten Einsatz für die Bleues, drei Monate später anlässlich eines WM-Qualifikationsspiels gegen Griechenland, stand Bussy bereits während einer kompletten Halbzeit auf dem Spielfeld.

## Palmarès
- U-19-Europameisterin 2019